# バヌアツの交通
バヌアツの交通（バヌアツのこうつう）ではオセアニアの1国バヌアツの交通について記述する。バヌアツの道路網は発達しておらず、舗装路は少なく、ほとんどの未舗装路は四輪駆動車のみ走行できるすべての島には1、2本の短い滑走路があり、バンエア社（Vanair）のデ・ハビランド・カナダ DHC-6（ツイン・オッター）旅客機が週に2、3便就航している。また、すべての島は小さな港
や波止場を有し、小さな貨物船やボートが定期的に停泊する。したがって一度島に上陸したら、島内交通はトラックをヒッチハイクするか、徒歩または小舟に頼るよりほかない。バヌアツの主要港はエファテ島のフォラリ（Forari）とポートビラ、エスピリトゥサント島のサント港である。
バヌアツでは自転車の人気が高まりつつある。ポートビラやルーガンビルにはたくさんのタクシーや大量輸送用のバンがある。現在、バヌアツ国内には鉄道は通っていないが、植民地時代には、わずかながら路線があった。

## 陸上交通
幹線道路
総延長：1,070 km（1996年推計）
舗装路：256 km
未舗装路814 km

## 海上交通
- 1,000英トン以上の船：78隻（1,618,877トン）

船種別（1999年推計）
ばら積み貨物船 27
貨物船 24
冷凍船 9
自動車運搬船 6
LNGタンカー 4
ケミカルタンカー 3
石油タンカー 2
複合ばら積み貨物船 2
コンテナ船 1
これらの船は便宜置籍船であり、以下の国が実際には保有している。（1998年推計）
| 国             | 保有船数 |
| -------------- | -------- |
| 日本           | 28       |
| インド         | 10       |
| アメリカ合衆国 | 10       |
| ギリシャ       | 3        |
| 香港           | 3        |
| オーストラリア | 2        |
| カナダ         | 1        |
| 中国           | 1        |
| フランス       | 1        |

## 航空
空港
1999年時点で32港ある。うち滑走路が舗装されているものは3港、未舗装のものは29港である。ポートビラ・バウアフィールド空港が主要空港である。
滑走路長（1999年推計）
| 滑走路長      | 空港数 | うち舗装 | うち未舗装 |
| 2,438-3,047 m | 1      | 1        | 0          |
| 1,524-2,437 m | 2      | 1        | 1          |
| 914-1,523 m   | 12     | 1        | 11         |
| 914 m未満     | 17     | 0        | 17         |